# Посёлок имени Артёма
Посёлок имени Артёма — населённый пункт в Камешковском районе Владимирской области России. Входит в состав Сергеихинского муниципального образования.

## География
Посёлок расположен в 14 км на юго-восток от центра поселения деревни Сергеиха и в 4 км на запад от райцентра города Камешково на автодороге 17К-7 Камешково – Ляховицы – Суздаль.

## История
Образован после Великой Отечественной войны, входил в состав Коверинского сельсовета, с 2005 года — в составе Сергеихинского муниципального образования.

## Население
| 2002 | 2010 | 2021 |
| ---- | ---- | ---- |
| 418  | ↘366 | ↘296 |

## Инфраструктура
В посёлке расположены Артёмовский фельдшерско-акушерский пункт, отделение федеральной почтовой связи «Имени Артёма».